# Typhlodromus gracilentus
Typhlodromus gracilentus är en spindeldjursart som beskrevs av Tseng 1975. Typhlodromus gracilentus ingår i släktet Typhlodromus och familjen Phytoseiidae. Inga underarter finns listade i Catalogue of Life.